# Hixam ibn Abd-al-Màlik
Hixam ibn Abd-al-Màlik (àrab: هشام بن عبد الملك, Hixām ibn ʿAbd al-Malik) o, tot simplement, Hixam (691-6 de febrer del 743) fou califa omeia marwànida de Damasc (724-743). Era fill d'Abd-al-Màlik ibn Marwan i d'Aixa bint Hixam, i va portar el nom pel seu avi matern. Fou el quart germà en l'orde successori després d'Al-Walid I, Sulayman i Yazid. Quan va pujar al tron Yazid II (720) fou designat hereu i va succeir al seu germà el gener del 724.
Va nomenar governador de l'Iraq a Khàlid ibn Abd-Al·lah al-Qasrí, de fidelitat garantida, que va governar 15 anys i va fer una bona tasca a la província amb grans millores agrícoles i noves zones de regadiu. Al Khurasan, aturada ja l'expansió, calia fer front a la contraofensiva turca i per això es van produir canvis freqüents de governador de la província:
1. Àssad ibn Abd-Al·lah 723-727 (germà de Khàlid al-Qasrí governador de l'Iraq)
2. Khàlid ibn Abd-Al·lah 727-730 (Aixras ibn Abd-Al·lah as-Sulamí?)
3. Al-Junayd ibn Abd-ar-Rahman al-Murrí 730-734
4. Asim ibn Abd-Al·lah al-Hilali 734-735
5. Àssad ibn Abd-Al·lah 735-738 (segona vegada)
6. Nasr ibn Sayyar 738-748

Tots van haver de fer front a l'amenaça dels türgesh (Turcs Occidentals) dirigits pel cap Bagha Tarkhan (anomenat Kursūl a les fonts àrabs) i després pel kakhan Su-lu (que podria ser Mogilian Bilghe Khan, 716-734 o Iolligtegin Izhan Khan 734-739). Els turcs van obtenir diverses victòries especialment el 730 i 732 però els àrabs van aconseguir una victòria decisiva a Kharistan prop de Shuburkan (a l'oest de Balkh) el 737. A l'any següent Nasr ibn Sayyar va portar al seu exèrcit fins al Yaxartes mentre que amb certes mesures fiscals va millorar la situació econòmica i política de la província.
Khàlid al-Qasrí fou finalment deposat com a governador de l'Iraq el 738 i substituït pel seu rival Yússuf ibn Úmar ath-Thaqafí. El 740 Yússuf va haver de reprimir la revolta alida de Zayd ibn Alí, que fou mort a Kufa en un petit combat. Fou la més rellevant de les petites revoltes alides o dels kharigites que es van produir en temps d'Hixam.
Abu-Uqba al-Jarrah ibn Abd-Al·lah al-Hakamí fou nomenat governador d'Armènia i Azerbaidjan (729). Els khàzars van envair aquestos territoris i el 730 el governador es va enfrontar amb els invasors a Ardabil durant uns quants dies de novembre i desembre del 730, perdent la batalla de Marj Ardabil en la que va morir. Els khàzars van ocupar Azerbaidjan temporalment i la seva cavalleria va arribar fins a Mossul. L'arribada de reforços dirigits per Said al-Haraixí i després per Màslama ibn Abd-al-Màlik i Marwan ibn Muhàmmad, nomenat altre cop pel govern (fou l'antecessor de Abu Ukba) va aconseguir rebutjar els khàzars. Van seguir les campanyes del Caucas quan Màslama va envair Khazària i va arribar fins a les boques del Volga, i després es va retirar fins a la fortalesa de Derbent on va arribar amb les forces justes (731). Fou Màslama qui va fundar la ciutat de Derbent al costat de la fortalesa.
La frontera amb els romans d'Orient va romandre zona de guerra i es van intensificar les operacions dirigides per alguns dels generals més capaços del califat, inclosos prínceps de la dinastia omeia com Màslama ibn Abd-al-Màlik i Al-Abbàs ibn al-Walid o els propis fills d'Hisham Muàwiya, Màslama i Sulayman. Aquesta era encara una època en què l'Imperi Romà d'Orient lluitava per la supervivència, i les províncies frontereres, devastades per la guerra, eren terra de ciutats en ruïnes i pobles deserts amb una població dispersa. Les expedicions dels guerrers de l'islam, els ghazis, van produir efectes menors i alguna derrota sonada com la batalla d'Akroïnos el 740 amb la mort de l'històric ghazi Sayyid al-Battal.
Al Magreb van governar Bixr ibn Safwan al-Kalbí (720-728) i Ubayda ibn Abd-ar-Rahman al-Salamí (728-734); llavors sota Ubayd-Al·lah ibn al-Habhab al-Salulí (734-741) el règim d'explotació fiscal va esdevenir insuportable i el 740/741 va esclatar una gran revolta dels amazics kharigites; els rebels van causar una greu derrota a l'exèrcit àrab prop de Tànger. Quan Hixam se'n va assabentar va enviar un nou governador, Kulthum ibn Iyad al-Quxayrí (741-742), amb un exèrcit, però aquest exèrcit fou aniquilat pels amazics a la riba del Sebu. El nebot de Kulthum, Baldj ben Bishr, amb les restes de l'exèrcit, va poder arribar a Ceuta, però Kulthum va morir a la lluita. Hàndhala ibn Safwan, governador d'Egipte, fou enviat a Ifríqiya per ordre del califa Hixam (gener del 742) deixant el govern d'Egipte a Hafs ibn al-Walid ibn Yússuf al-Hadhramí. Va arribar a temps de rebutjar els rebels que amenaçaven Kairuan; després d'estar un temps dins la ciutat va fer una sortida i va derrotar decisivament el grup d'atacants dirigits per Abd-al-Wàhid ibn Yazid al-Hawwarí a la vila d'al-Asnam (potser Djalula) i al grup de Ukkaixa ibn Ayyub al-Fazarí a al-Karn. Ukkaixa fou capturat i executat (abril o maig del 742). Tot i aquesta victòria el domini omeia ja no es va tornar a estendre cap al Marroc i Algèria occidental.
Els valís de l'Àndalus depenien dels emirs o governadors d'Ifríqiya però ara el poder el van disputar els amazics, iemenites i sirians (que havien arribat el 741 dirigits per Baldj ibn Bishr). Entre el 741 i el 756 (quan es va establir l'emirat independent) el poder omeia a la província fou força nominal.
Va construir diversos palaus entre els quals:
- Kasr al-Hayr al-Sharki, a l'est de Palmira, i Kasr al-Hayr al-Gharbi a l'oest.
- Kasr al-Milh.
- Khírbat al-Màfjar.
- Kasr at-Tuba.

Va voler fer reconèixer com a hereu a un dels seus fills, primer el gran Muàwiya i quan va morir, al petit Maslama, però va haver d'acceptar la successió pel seu nebot al-Walid ibn Yazid, designat ja com a hereu per Yazid II, i que era molt oposat en gustos i caràcter a Hixam. Va morir d'una angina de pit al seu palau de Rusafa el 6 de febrer del 743.